# Adam Brody
Adam Jared Brody (* 15. prosinec 1979 San Diego, Kalifornie) je americký filmový a televizní herec. Začínal v seriálu Gilmorova děvčata. Známým se stal především díky seriálu O.C.

## Životopis
Narodil se v San Diegu jako nejstarší syn židovským rodičům. Má dva bratry - dvojčata Seana a Matta. V místě narození také chodil do školy a trávil dětství, surfoval. V devatenácti se přestěhoval do Hollywoodu, aby se stal hercem.

## Kariéra
V roce 2002 se objevil v seriálu Gilmorova děvčata postavou Davea Rygalského. Poté následovala role Setha Cohena v seriálu O.C., díky níž se stal teenagerovským idolem. Jeho filmovým debutem byl v roce 2000 televizní film Growing Up Brady. V roce 2005 si zahrál spolu s Angelinou Jolie a Bradem Pittem ve filmu Pan a paní Smithovi. O rok později se objevil ve filmu Děkujeme, že kouříte.
Po předčasném skončení natáčení O.C. se plně vrhl na filmovou kariéru. S Meg Ryanovou a Kristen Stewart si zahrál v romantické komedii Na území žen (2007). Brody se objevil i v nízkorozpočtových filmech Smiley Face (2007) a Desatero (2007) a v jedné epizodě seriálu Smallville. V roce natočil s Johnem Lucasem a Jacqueline Bisset drama Zamilovaná smrt a o rok později s Megan Fox film Jennifer's Body. V roce 2010 si ve filmu Poldové zahrál po boku Bruce Willise, Tracyho Morgana a Seanna Williama Scotta.

## Osobní život
Tři roky chodil se svojí kolegyní ze seriálu O.C., Rachel Bilson. V prosinci 2006 se rozešli. V březnu 2010 se seznámil s herečkou Leighton Meesterovou při natáčení filmu Dcera nejlepšího kamaráda. Dvojice se zasnoubila v listopadu roku 2013 a vzali se dne 15. února 2014. Dcera Arlo Day Brody se jim narodila dne 4. srpna 2015 v Kalifornii. V roce 2020 se páru narodil syn.
Hraje na bubny ve skupině Big Japan. Ve volném čase píše scénáře a písně.

## Filmografie

### Film
| Rok  | Název                                    | Role                                | Poznámky |
| ---- | ---------------------------------------- | ----------------------------------- | -------- |
| 2000 | Never Land                               | Jack                                |          |
| 2000 | The Silencing                            | Carl                                |          |
| 2000 | Once and Again                           | Coop                                |          |
| 2001 | Roadside Assistance                      | Rusty                               |          |
| 2001 | Prci, prci, prcičky 2                    | středoškolák                        |          |
| 2001 | Spencerův nový život                     | Tommy                               |          |
| 2002 | Kruh                                     |                                     |          |
| 2003 | Home Security                            | Greg                                |          |
| 2003 | Skřípění                                 | Dustin Knight                       |          |
| 2003 | Nezvěstný syn                            | Patrick Calden                      |          |
| 2005 | Mr. & Mrs. Smith                         | Benjamin Danz                       |          |
| 2005 | Děkujeme, že kouříte                     | Jack                                |          |
| 2007 | Na území žen                             | Carter Webb                         |          |
| 2007 | Desatero                                 | Stephen Montgomery                  |          |
| 2007 | Smiley Face                              | Steve                               |          |
| 2008 | Zamilovaná smrt                          | agent                               |          |
| 2009 | Jennifer's Body – Bacha, kouše!          | Nikolai                             |          |
| 2010 | Romantici                                | Jake                                |          |
| 2010 | Poldové                                  | Barry Mangold                       |          |
| 2011 | Dcera nejlepšího kamaráda                | Toby Walling                        |          |
| 2011 | Vřískot 4                                | detektiv Hoss                       |          |
| 2011 | Slečny v nesnázích                       | Fred Packenstacker / Charlie Walker |          |
| 2012 | Revenge for Jolly!                       | Danny                               |          |
| 2012 | Hledám přítele pro konec světa           | Owen                                |          |
| 2013 | Lovelace: Pravdivá zpověď královny porna | Harry Reems                         |          |
| 2013 | Some Girl(s)                             | muž                                 |          |
| 2013 | Vítejte v džungli                        | Chris                               |          |
| 2013 | Výdejna zavazadel                        | Sam                                 |          |
| 2014 | Life Partners                            | Tim                                 |          |
| 2014 | Growing Up And Other Lies                | Rocks                               |          |
| 2014 | Mysli taky jako chlap                    | Isaac                               |          |
| 2015 | Milenci těch druhých                     | Sam                                 |          |
| 2016 | Yoga Hosers                              | Ichabod                             |          |
| 2016 | Showing Roots                            | Bud                                 |          |
| 2017 | CHIPS: Bláznivá hlídka                   | Clay Allen                          |          |
| 2017 | Big Bear                                 | Eric                                |          |
| 2018 | Isabelle                                 | Matt Kane                           |          |
| 2019 | Shazam!                                  | dospělý Freddy Freeman              |          |
| 2019 | Krvavá nevěsta                           | Daniel Le Domas                     |          |
| 2019 | Jay a mlčenlivý Bob: Přeprc              | prodejce                            |          |
| 2020 | Nadějná mladá žena                       | Jez                                 |          |
| 2020 | Návrat detektiva                         | Abe Applebaum                       |          |
| 2020 | The Last Blockbuster                     | Sám sebe                            |          |
| 2022 | Vřískot                                  | kluk na párty                       | cameo    |
| 2022 | Tátův drak                               | (hlas)                              |          |
| 2022 | Shazam! Hněv bohů                        | Freddy Freeman                      |          |

### Televize
| Rok       | Název                | Role                  | Poznámky                                                   |
| --------- | -------------------- | --------------------- | ---------------------------------------------------------- |
| 1999      | The Amanda Show      | Greg Brady            | díl: „When Brady's Attack“                                 |
| 2000      | Growing Up Brady     | Gary Williams         | TV film                                                    |
| 2000      | City Guys            | zákazník              | díl: „Makin' Up is Hard to Do“                             |
| 2000      | Undressed            | Lucas                 | 3 díly                                                     |
| 2000–2001 | Druhá šance          | Coop                  | 2 díly                                                     |
| 2000–2002 | The Sausage Factory  | Zack Altman           | hlavní role                                                |
| 2001      | Soudkyně Amy         | Barry 'Romeo' Gilmore | díl: „Romeo and Juliet Must Die – Well, Maybe Just Juliet“ |
| 2001      | Go Fish              | Billy                 | díl: „Go Student Council“                                  |
| 2001      | Rodinné právo        | Noel Johnson          | díl: „My Brother's Keeper“                                 |
| 2001–2002 | Past na ptáky        | Zack Altman           | 13 dílů                                                    |
| 2001–2004 | S dětmi na krku      | Brian                 | 2 díly                                                     |
| 2002      | Smallville           | Justin Gaines         | díl: „Nehoda“                                              |
| 2002–2003 | Gilmorova děvčata    | Dave Rygalski         | 9 dílů                                                     |
| 2003–2007 | O.C.                 | Seth Cohen            | hlavní role, 92 dílů                                       |
| 2004      | MADtv                | Seth Cohen            | díl 9.22                                                   |
| 2006      | The Loop             | Keith MacDonald       | díl: „The Rusty Trombone“                                  |
| 2011      | Good Vibes           | Woodie (hlas)         | 12 dílů                                                    |
| 2013      | Kroll Show           | Joel Faizon           | díl: „Ice Dating“                                          |
| 2013      | Profesionální lháři  | Nate Hyatt            | 3 díly                                                     |
| 2013      | Žhavá láska          | Max                   | 10 dílů                                                    |
| 2013      | Liga snů             | Ted Rappaport         | 4 díly                                                     |
| 2014      | Nová holka           | Berkley               | díl: „Exes“                                                |
| 2015      | Billy & Billie       | Billy Jones           | 11 dílů                                                    |
| 2016–2018 | StartUp              | Nick Talman           | hlavní role, také producent                                |
| 2018      | Městské legendy      | Jack Lemmon           | díl: „Marilyn Monroe and Billy Wilder“                     |
| 2019–2020 | Single Parents       | Derek                 | 5 dílů                                                     |
| 2019      | Noční závod          | Max Larssen           | 4 díly                                                     |
| 2020      | Mrs. America         | Marc Feigen Fasteau   | díl: „Phyllis & Fred & Brenda & Marc“                      |
| 2022      | Fleishman v průšvihu | Seth Morris           | minisérie; hlavní role                                     |
| 2024      | Tohle nikdo nechce   | Noah                  | hlavní role                                                |